# Nihonium
Ne doit pas être confondu avec Nipponium.
Le nihonium (symbole Nh) est l'élément chimique de numéro atomique 113. Il correspond à l'ununtrium (Uut) de la dénomination systématique de l'IUPAC, et est encore appelé élément 113 dans la littérature. Il a été synthétisé pour la première fois en juillet 2004 par une réaction 209Bi (70Zn, n) 278Nh au RIKEN, près de Tokyo, mais avait également fait l'objet d'une publication conjointe du JINR russe et du LLNL américain en août 2003 comme produit de désintégration du moscovium. L'IUPAC a validé son identification au RIKEN en décembre 2015, et lui a donné son nom définitif en novembre 2016 en référence au Japon, pays où il a été identifié pour la première fois avec certitude. C'est l'un des éléments prédits par Mendeleïev, sous le nom d’éka-thallium.
Il s'agit d'un transactinide très radioactif, dont l'isotope connu le plus stable, le 286Nh, a une période radioactive de 19,6 s. Situé sous le thallium dans le tableau périodique des éléments, il est possible que ses propriétés chimiques, si elles pouvaient être étudiées, l'apparentent à un métal pauvre.

## Historique
L'ancien nom ununtrium relève de la dénomination systématique attribuée par l'Union internationale de chimie pure et appliquée (UICPA) aux éléments chimiques inobservés ou dont la caractérisation expérimentale n'est pas formellement validée. Il est composé de racines gréco-latines signifiant « un-un-trois » et du suffixe -ium générique pour les noms d'éléments chimiques.
Le 1er février 2004, le nihonium et le moscovium ont été obtenus par une équipe de scientifiques russes (de l'Institut unifié de recherches nucléaires, JINR) et américains (du Laboratoire national de Lawrence Livermore, LLNL). Cette découverte a été confirmée par l'UICPA le 30 décembre 2015.
Ils ont d'abord produit du moscovium avec de l'américium et du calcium, puis, après environ 90 millisecondes, le moscovium s'est désintégré en nihonium. Les noyaux de nihonium se sont alors eux-mêmes transmutés, après environ 1,2 seconde, en noyaux plus légers.
Le 28 septembre 2004, une équipe de scientifiques japonais a déclaré avoir réussi la synthèse de l'élément,,,.
En septembre 2012, une équipe japonaise du RIKEN (Wakō, préfecture de Saitama, près de Tokyo) annonce la création de trois atomes de l’élément 113 (278Nh), dont le noyau contient 113 protons et 165 neutrons, obtenus après 553 jours de bombardement d'atomes de zinc sur une cible de bismuth.
Sa découverte par l'équipe du RIKEN est confirmée par l'UICPA le 30 décembre 2015. Les noms de baptême suivants ont été suggérés par l'équipe japonaise, avec une préférence, semble-t-il[réf. nécessaire], pour la dénomination japonium (Jp) :
| Groupe | Noms proposés | Derivation                                              |
| ------ | ------------- | ------------------------------------------------------- |
| RIKEN  | Japonium      | Japon : pays de l'équipe à l'origine de la découverte   |
| RIKEN  | Rikenium      | RIKEN : du nom de l'institut où a eu lieu la découverte |
| RIKEN  | Nishinanium   | Yoshio Nishina, physicien japonais                      |

Le 8 juin 2016, la division de chimie inorganique de l'Union internationale de chimie pure et appliquée (UICPA) annonce sa décision de retenir comme nom finaliste « nihonium » de symbole Nh, d'après Nihon, l'un des deux noms du Japon en japonais. Une consultation publique est ouverte jusqu'au 8 novembre, avant que l'UICPA ne l'adopte définitivement, chose faite le 28 novembre.

## Isotopes
Six radioisotopes du nihonium sont connus, compris entre 278Nh et 286Nh. L'isotope à la plus grande durée de vie connue est 286Nh avec une demi-vie de 19,6 secondes.